# André Sá
André Rezende Sá (ur. 6 maja 1977 w Belo Horizonte) – brazylijski tenisista, reprezentant w Pucharze Davisa, olimpijczyk.

## Kariera tenisowa
Karierę tenisową rozpoczął w 1996 roku, a zakończył w marcu 2018.
W grze pojedynczej pierwsze sukcesy zaczął odnosić w 1997 roku dochodząc do finału zawodów kategorii ATP Challenger Tour w rodzinnym Belo Horizonte. Debiutował również w głównym cyklu rozgrywek ATP World Tour, dochodząc do ćwierćfinału turnieju w Meksyku. W 1998 roku wygrał trzy imprezy ATP Challenger Tour – w lutym w Ho Chi Minh, w marcu w Salinas i na początku czerwca w Gramado. Również trzy turnieje w turniejach tej rangi wygrał w 1999 roku – we wrześniu w Austin oraz na początku października w Tulsii i Dallas. W 2001 roku Brazylijczyk triumfował w dwóch challengerach – w kwietniu w Calabasas, a w maju w Salvadorze. Kolejne dwa zwycięstwa odniósł w roku 2004 – w lipcu zwyciężył w São Paulo, a pod koniec września w College Station. Ostatni triumf ATP Challenger Tour odniósł w lipcu 2005 roku w Campos do Jordão. Najwyżej sklasyfikowany w rankingu singlistów Sá był na 55. miejscu w sierpniu 2002 roku.
W grze podwójnej pierwsze zwycięstwo w turniejach rangi ATP World Tour Sá osiągnął w sezonie 2001 w Hongkongu, grając w parze z Niemcem Karstenem Braaschem, a pokonując w finale czeski debel Petr Luxa-Radek Štěpánek. Łącznie w rozgrywkach z cyklu ATP World Tour Brazylijczyk zwyciężał w jedenastu turniejach z trzydziestu rozegranych finałów. Najwyższą pozycję w zestawieniu deblistów osiągnął w lutym 2009 roku – nr 17.
Jako reprezentant Brazylii debiutował w Pucharze Davisa w 1997 roku, mając udział w zwycięstwie nad Nową Zelandią. Rok później był razem z reprezentacją w półfinale Pucharu Davisa. W singlu jego bilans wynosi 4 zwycięstwa i 4 porażki, w deblu, 10 zwycięstw i 6 porażek.
W 2004, 2008, 2012 i 2016 roku grał w konkurencji gry podwójnej na igrzyskach olimpijskich. Najdalej awansował do 2 rundy, podczas turnieju w Atenach (2004), Pekinie (2008) i Rio de Janeiro (2016).
W 1999 roku Sá zdobył mistrzostwo igrzysk panamerykańskich w Winnipeg w deblu, mając za partnera Paulo Taichera.

### Finały w turniejach ATP World Tour
| Legenda                                      |
| -------------------------------------------- |
| Wielki Szlem                                 |
| Igrzyska olimpijskie                         |
| Tennis Masters Cup / ATP Finals              |
| ATP Masters Series / ATP Tour Masters 1000   |
| ATP International Series Gold / ATP Tour 500 |
| ATP International Series / ATP Tour 250      |

#### Gra podwójna (11–19)
| Końcowy wynik | Nr  | Data                | Turniej          | Nawierzchnia   | Partner             | Przeciwnicy                           | Wynik finału       |
| ------------- | --- | ------------------- | ---------------- | -------------- | ------------------- | ------------------------------------- | ------------------ |
| Finalista     | 1.  | 15 lutego 1998      | San José         | Twarda (hala)  | Nelson Aerts        | Todd Woodbridge Mark Woodforde        | 1:6, 5:7           |
| Finalista     | 2.  | 4 lutego 2001       | Bogota           | Ceglana        | Martín Rodríguez    | Mariano Hood Sebastián Prieto         | 2:6, 4:6           |
| Finalista     | 3.  | 15 lipca 2001       | Newport          | Trawiasta      | Glenn Weiner        | Bob Bryan Mike Bryan                  | 3:6, 5:7           |
| Zwycięzca     | 1.  | 30 września 2001    | Hongkong         | Twarda         | Karsten Braasch     | Petr Luxa Radek Štěpánek              | 6:0, 7:5           |
| Finalista     | 4.  | 21 lipca 2002       | Amersfoort       | Ceglana        | Alexandre Simoni    | Jeff Coetzee Chris Haggard            | 6:7(1), 3:6        |
| Finalista     | 5.  | 15 września 2002    | Costa do Sauípe  | Twarda         | Gustavo Kuerten     | Scott Humphries Mark Merklein         | 3:6, 6:7(1)        |
| Finalista     | 6.  | 20 lipca 2003       | Amersfoort       | Ceglana        | Chris Haggard       | Devin Bowen Ashley Fisher             | 0:6, 4:6           |
| Zwycięzca     | 2.  | 6 maja 2007         | Estoril          | Ceglana        | Marcelo Melo        | Martín García Sebastián Prieto        | 3:6, 6:2, 10–6     |
| Zwycięzca     | 3.  | 17 lutego 2008      | Costa do Sauípe  | Ceglana        | Marcelo Melo        | Albert Montañés Santiago Ventura      | 4:6, 6:2, 10–7     |
| Finalista     | 7.  | 15 czerwca 2008     | Londyn (Queen’s) | Trawiasta      | Marcelo Melo        | Daniel Nestor Nenad Zimonjić          | 4:6, 6:7(3)        |
| Zwycięzca     | 4.  | 25 maja 2008        | Pörtschach       | Ceglana        | Marcelo Melo        | Julian Knowle Jürgen Melzer           | 7:5, 6:7(3), 13–11 |
| Zwycięzca     | 5.  | 23 sierpnia 2008    | New Haven        | Twarda         | Marcelo Melo        | Mahesh Bhupathi Mark Knowles          | 7:5, 6:2           |
| Finalista     | 8.  | 1 marca 2009        | Delray Beach     | Twarda         | Marcelo Melo        | Bob Bryan Mike Bryan                  | 4:6, 4:6           |
| Zwycięzca     | 6.  | 24 maja 2009        | Kitzbühel        | Ceglana        | Marcelo Melo        | Andrei Pavel Horia Tecău              | 6:7(9), 6:2, 10–7  |
| Finalista     | 9.  | 14 czerwca 2009     | Londyn (Queen’s) | Trawiasta      | Marcelo Melo        | Michaił Jużny Wesley Moodie           | 4:6, 6:4, 6–10     |
| Finalista     | 10. | 20 lutego 2011      | Buenos Aires     | Ceglana        | Franco Ferreiro     | Oliver Marach Leonardo Mayer          | 6:7(6), 3:6        |
| Finalista     | 11. | 6 sierpnia 2011     | Kitzbühel        | Ceglana        | Franco Ferreiro     | Daniele Bracciali Santiago González   | 6:7(1), 6:4, 9–11  |
| Zwycięzca     | 7.  | 25 września 2011    | Metz             | Twarda (hala)  | Jamie Murray        | Lukáš Dlouhý Marcelo Melo             | 6:4, 7:6(7)        |
| Finalista     | 12. | 19 lutego 2012      | São Paulo        | Ceglana (hala) | Michal Mertiňák     | Eric Butorac Bruno Soares             | 6:3, 4:6, 8–10     |
| Finalista     | 13. | 26 lutego 2012      | Buenos Aires     | Ceglana        | Michal Mertiňák     | David Marrero Fernando Verdasco       | 4:6, 4:6           |
| Finalista     | 14. | 4 marca 2012        | Delray Beach     | Twarda         | Michal Mertiňák     | Colin Fleming Ross Hutchins           | 6:2, 6:7(5), 13–15 |
| Finalista     | 15. | 15 lipca 2012       | Stuttgart        | Ceglana        | Michal Mertiňák     | Jérémy Chardy Łukasz Kubot            | 1:6, 3:6           |
| Zwycięzca     | 8.  | 1 marca 2015        | Buenos Aires     | Ceglana        | Jarkko Nieminen     | Pablo Andújar Oliver Marach           | 6:4, 4:6, 10–7     |
| Zwycięzca     | 9.  | 27 czerwca 2015     | Nottingham       | Trawiasta      | Chris Guccione      | Pablo Cuevas David Marrero            | 6:2, 7:5           |
| Zwycięzca     | 10. | 25 lipca 2015       | Umag             | Ceglana        | Máximo González     | Mariusz Fyrstenberg Santiago González | 4:6, 6:3, 10–5     |
| Finalista     | 16. | 4 października 2015 | Shenzhen         | Twarda         | Chris Guccione      | Jonatan Erlich Colin Fleming          | 1:6, 7:6(3), 6–10  |
| Finalista     | 17. | 25 kwietnia 2016    | Bukareszt        | Ceglana        | Chris Guccione      | Florin Mergea Horia Tecău             | 5:7, 4:6           |
| Finalista     | 18. | 19 czerwca 2016     | Londyn           | Trawiasta      | Chris Guccione      | Pierre-Hugues Herbert Nicolas Mahut   | 3:6, 6:7(5)        |
| Zwycięzca     | 11. | 5 marca 2017        | São Paulo        | Ceglana        | Rogério Dutra Silva | Marcus Daniell Marcelo Demoliner      | 7:6(5), 5:7, 10–7  |
| Finalista     | 19. | 1 lipca 2017        | Eastbourne       | Trawiasta      | Rohan Bopanna       | Bob Bryan Mike Bryan                  | 7:6(4), 4:6, 3–10  |